# Joanna Ślósarska
Joanna Józefa Ślósarska (ur. 12 maja 1953 w Łodzi, zm. 1 października 2016, tamże) – polska teoretyczka i antropolożka literatury, komparatystka i poetka.

## Życiorys
Ukończyła naukę w X Liceum Ogólnokształcącym im. M. Konopnickiej w Łodzi (1967–1971), następnie ukończyła filologię polską na Uniwersytecie Łódzkim (1976). Od 1976 pracowała w Zakładzie Teorii Literatury Instytutu Teorii Literatury, Teatru i Filmu UŁ na stanowisku asystenta i naukowo zajmowała się teorią literatury, poetyką kognitywną, komparatystyką oraz antropologią kultury. W 1978 pod kierunkiem Teresy Cieślikowskiej obroniła doktorat na UŁ pt. Zagadnienie fikcji literackiej, następnie zaś objęła stanowisko adiunkta.
W 1988 przebywała na stypendium w Universiteé Paris III. W 1997 uzyskała habilitację na podstawie publikacji Syntagmatyka poetycka, a także została profesorem nadzwyczajnym UŁ. W latach 1999–2001 wykładała w Wyższej Szkole Humanistyczno-Ekonomicznej w Łodzi, gdzie kierowała Katedrą Literatury Porównawczej. W 2005 otrzymała tytuł profesora. Od 2006 kierowała Pracownią Antropologii Literatury Katedry Teorii Literatury na Wydziale Filologicznym UŁ. W 2007 przeszła na stanowisko profesora zwyczajnego UŁ. W okesie od 2007 do 2011 pracowała w Katedrze Socjologii, Dziennikarstwa i Komunikacji Społecznej Wyższej Szkoły Przedsiębiorczości i Zarządzania w Łodzi.
Publikowała na łamach „Zagadnień Rodzajów Literackich” i „Acta Universitatis Lodziensis”. Od 1973 była członkiem redakcji, a w latach 1997–2010 redaktorem naczelnym „Acta Universitatis Lodziensis. Folia Scientiae Artium et Litterarum”. Należała do Grupy Literackiej Centauro (od 1989). W 1990 była współzałożycielką Stowarzyszenia Literackiego im. Krzysztofa Kamila Baczyńskiego, w ramach którego była przewodniczącą i opiekowała się serią wydawniczą stowarzyszenia. Była autorką scenariuszy oraz prowadziła cykl programów o sztuce pt. Instalacje w ramach kanału TVP2. Należała do Polskiego Towarzystwa Orientalistycznego (od 1976), Polskiego Stowarzyszenia Edukacji Plastycznej (od 1987), Łódzkiego Towarzystwa Naukowego (od 2000), The World Institute for Advanced Phenomenological Research and Learning (od 2001), Polskiego Towarzystwa Językoznawstwa Kognitywnego (do w 2001), Polskiego Stowarzyszenia Strategii Twórczych (od 2014). Była członkinią i przewodniczącą oddziału łódzkiego Polskiego Towarzystwa Kulturoznawczego (od 2006).

### Życie prywatne
Była córką rzemieślnika Stanisława Krakowiaka i Marianny z domu Milewskiej. Została pochowana na cmentarzu rzymskokatolickim pod wezwaniem Matki Boskiej Nieustającej Pomocy w Łodzi.

## Publikacje
- Piosenki Marii Magdaleny. [Wiersze], Centrum Kultury Młodych w Łodzi 1989.
- Jakub Böhme bawi się rubinami. [Wiersze]. Łódź-Górna: Klub Literacki „Centauro” przy Dzielnicowym Domu Kultury 1990.
- Koinos kosmos. [Wiersze]. 1990.
- Kształty na tle. [Wiersze]. 1990.
- Rozum, transcendencja i zło w literaturze. Warszawa: Wydawnictwo Naukowe PWN 1992.
- Wielokątne koła. Wiersze. Łódź: Stowarzyszenie Literackie im. K.K. Baczyńskiego 1992.
- Mistyczne i archetypiczne obrazy kosmosu. Warszawa: Semper 1994.
- W świetle symboli. Łódź: Wydawnictwo Samira 1994.
- Syntagmatyka poetycka. Warszawa: Semper 1995.
- Geo-metria. [Wiersze]. Łódź: „Biblioteka” 1996.
- Czekanie na schodach. [Wiersze]. Łódź: Stowarzyszenie Literackie im. K.K. Baczyńskiego 1999.
- Z Nieogrodu. [Wiersze]. Łódź: Corre Studio 2001.
- Studia z poetyki antropologicznej. Warszawa: Semper 2004.
- Życiorys i przesłanie św. Franciszka z Asyżu w wybranych tekstach kultury. [Szkice]. Niepokalanów: Wydawnictwo Ojców Franciszkanów 2004.
- Fibiriel. Czarodziejska przypowieść. Łódź: Stowarzyszenie Literackie im. K.K. Baczyńskiego 2006.
- Bądź szybszy od śmierci. Studia z antropologii kultury. Łódź: Wydawnictwo Naukowe Primum Verbum 2009.
- Prześwietlone klisze z New Grange. [Wiersze]. Łódź: Stowarzyszenie Lit. im. K.K. Baczyńskiego 2010.
- Tunel dnia. [Wiersze]. Łódź: Wydawnictwo Naukowe Primum Verbum 2010.
- Łapacze snów. Ponowoczesne kody spójności kulturowej. [Szkice]. Kraków: Wydawnictwo „Scriptum” 2012.
- Zasada tranzytywności w kulturze. Kraków: Wydawnictwo „Scriptum” 2014.
- Skrypty losu. Łódź: Wydawnictwo Primum Verbum 2015.
- Lśnienie dźwięków. [Wiersze]. Łódź: Wydawnictwo Primum Verbum 2016.
- Poetyka tektoniczna. [Eseje]. Łódź: Wydawnictwo Primum Verbum 2016.
- Rebis. Wiersze wybrane. Łódź: Wydawnictwo Primum Verbum 2016[2].

## Wyróżnienia
- Nagroda Ministerstwa Kultury i Sztuki (1988),
- Nagrody Rektora Uniwersytetu Łódzkiego (1999, 1993, 2005, 2010),
- Złota Odznaka Uniwersytetu Łódzkiego (1998),
- Medal Komisji Edukacji Narodowej (2002),
- Złoty Medal Za Długoletnią Służbę (2012),
- Medal Senatu Uniwersytetu Łódzkiego „W Służbie Społeczeństwu i Nauce” (2013)[2].